# Curacautín
Curacautín (en mapudungún assemblée de pierre) est une ville et commune du Chili de la Province de Malleco, elle-même située dans la Région de l'Araucanie. En 2012, la population de la commune s'élevait à 16 508 habitants. La superficie de la commune est de 1 664 km2 (densité de 10 hab./km²),.

## Situation
Le territoire de la commune de Curacautín se trouve au pied de la Cordillère des Andes. La commune est située à 566 kilomètres à vol d'oiseau au sud de la capitale Santiago et à 69 kilomètres à l'est-nord-est de Temuco capitale de la Région de l'Araucanie et à 100 kilomètres au sud-est de Angol capitale de la provision de la province de Malleco.

## Histoire
Un fort destiné à contrôler la population indigène est créée en 1882 à l'issue de la pacification de l'Auricanie qui a ouvert à la colonisation ces terres contrôles par les mapuches.

Position de Curacautín (en rouge) au sein de la Région de l'Araucanie.